# インフィニティ (日産自動車)
インフィニティ (INFINITI) は、日産自動車が1989年から日本国外で展開している高級車ブランド。

## 概要

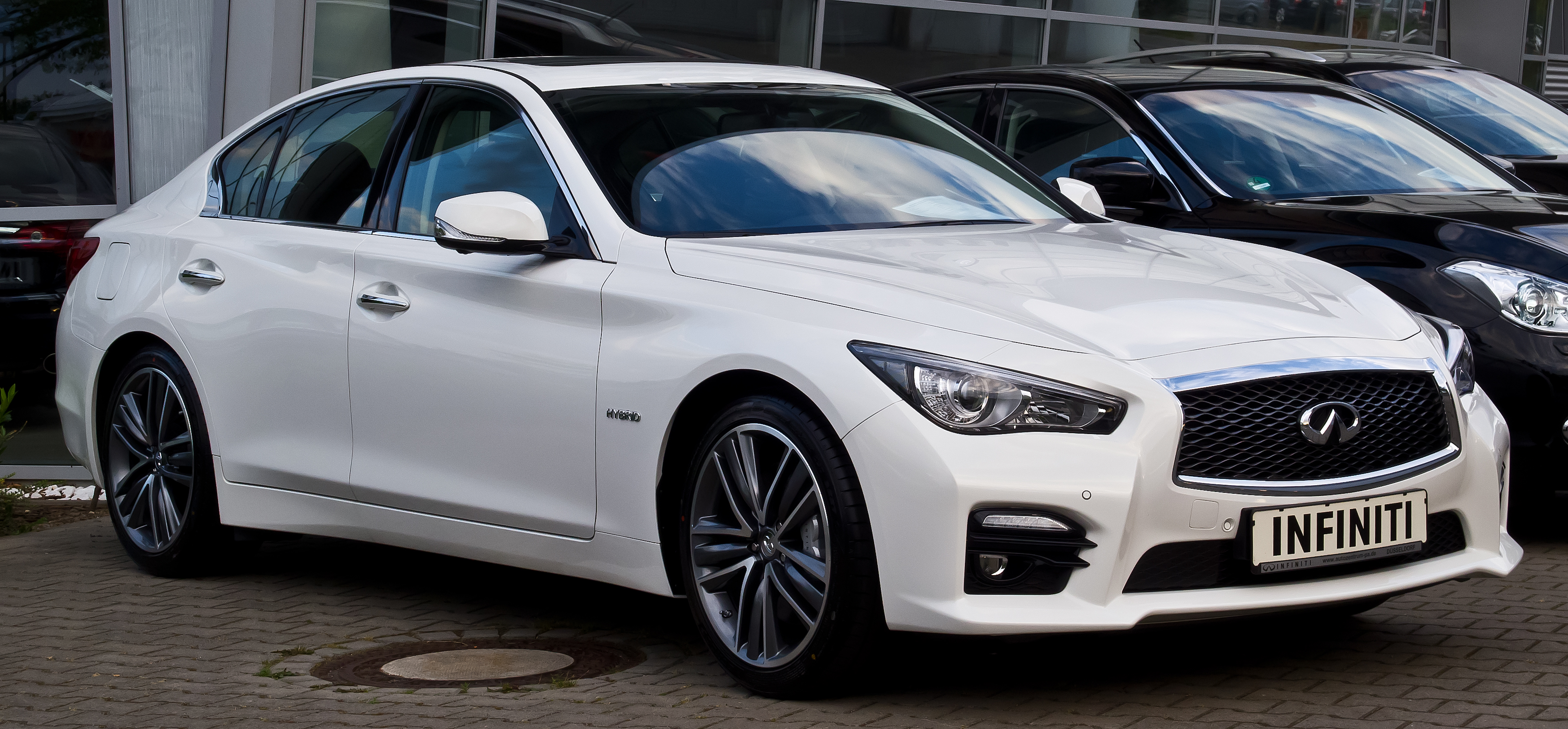
Q50 S HYBRID（2014年）

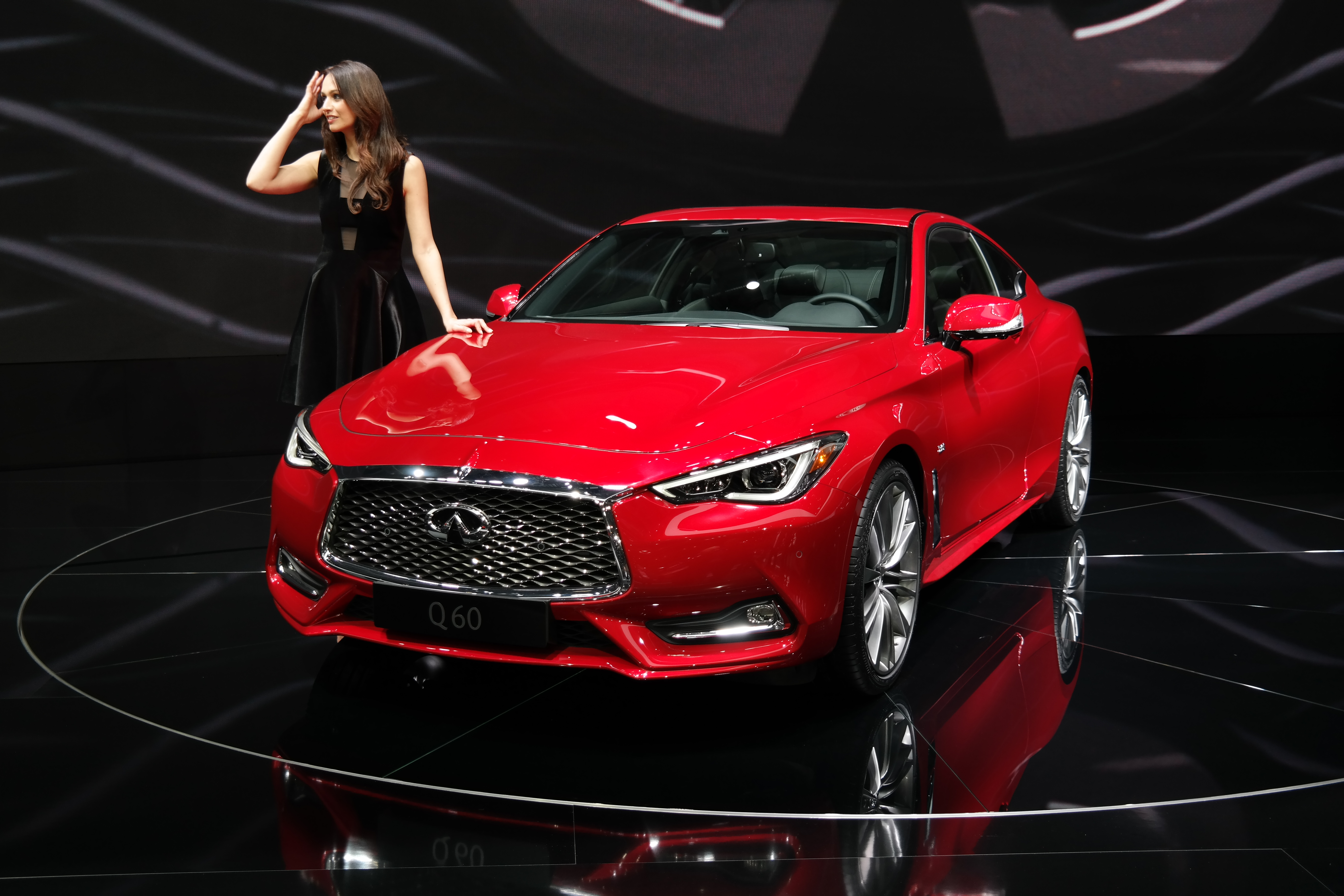
Q60

1989年11月8日に、アメリカ合衆国市場向けの高級車ブランドとして設立された。設立当初は流通システムの不備から販売は低迷したが、ルノーとのアライアンス発足後のカルロス・ゴーン体制下においては、高価格・高付加価値型車両中心のブランドとしての販売網整備と車両のデザインの改良が行われた。その後、G35（日本名：スカイライン）のヒットなどもあった。
- 1989年、北米（カナダを含む北アメリカ）
- 1996年、中東
- 1997年、台湾
- 2004年、韓国
- 2005年、ロシア
- 2006年、中国およびウクライナ
- 2008年、ヨーロッパ
- 2012年、オーストラリア[注釈 1]。以降、展開国数は40カ国を超えた。

2010年4月、ルノー及び日産とダイムラーAGとの間で、小型車向けに共通した新設計思想の採用、高効率のディーゼルエンジンとガソリンエンジンの共用化および小型商用車領域での協業など、幅広い分野での戦略的な協力に関する契約を締結。インフィニティ向けにダイムラーAGよりディーゼルエンジンとガソリンエンジンの供給を受け、2013年には欧州向けのQ50にダイムラーAG製のディーゼルエンジンが搭載され、2014年には引き続きQ50にガソリンエンジンが搭載された。
2010年8月にはチューニング部門である、インフィニティ・パフォーマンス・ライン (IPL) が設立され、同年12月よりチューニングカーの販売が開始された。
2012年4月、本社機能を香港に移転。日産ではこの移転により「日産本社の意向に束縛されないブランド展開」を打ち出すと同時に「アジア発の高級車ブランド」との姿勢を鮮明に示すことを狙っていた。しかし、2020年半ばにその本社機能を香港から横浜へ移転する事が発表された。

### 日産自動車グローバル本社について

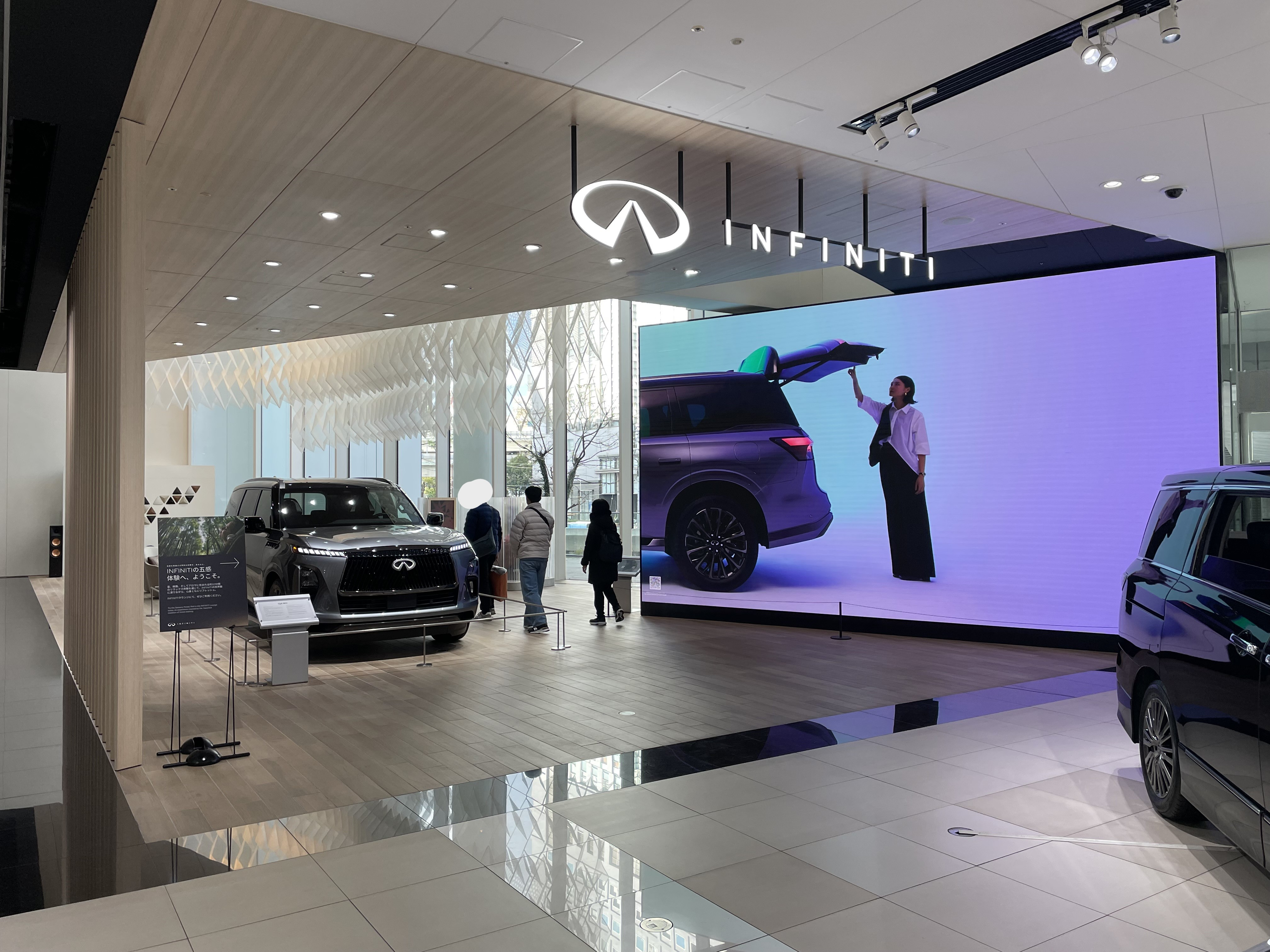
インフィニティラウンジ

日産自動車グローバル本社にはインフィニティラウンジもある。

### 日本での展開
インフィニティ設立に伴い、フラッグシップ車のQ45を日本市場では「日産・インフィニティQ45」として発売された。それ以降は以下のとおり
- M
  - 日産・レパード（2代目）
  - 日産・セドリック / グロリア（2・3代目）
  - 日産・フーガ（4・5代目）

- I
  - 日産・セフィーロ
- G
  - 日産・プリメーラ（初代・2代目）
  - 日産・スカイライン（3・4代目）
- EX
  - 日産・スカイラインクロスオーバー

日産は2000年代半ばにインフィニティの展開を表明したが、2008年の金融危機の影響で実現しなかった。その後、2013年1月にはインフィニティブランドの導入検討が報じられた。
2013年11月、スカイラインのフルモデルチェンジによってQ50の日本販売を2014年2月下旬に開始するに当たり、フロントグリルにインフィニティエンブレムを採用すると発表した。2015年2月には、フーガのマイナーチェンジ版の販売開始にあたって、同様にインフィニティエンブレムを採用した。
ただし日産は「世界水準で創られた高級車としての証しとしてであり、ブランドそのものの日本投入を意味しない」としており、独自の販売チャネルは設けず日産の既存の販売網で販売し、車名も「日産・スカイライン」「日産・フーガ」のまま変わらず、また車体リアガーニッシュ部分に「SKYLINE」「FUGA」の車名が刻まれている。
ただし、初代Q45が各種広告や車体に日産のロゴを入れ、既存の日産車の車種階層に組みこまれていたのに対し、Q50およびQ70では日産のCIを一切出さず各種広告では「NISSAN MOTOR CORPORATION」の表記とし、既存の日産車のラインナップと一線を引き「インフィニティブランドとしての扱い」をアピールした。
両車の発売当時のキャッチコピーは「さあ、日本のプレミアムを騒がそうか」だった。2015年12月に両車種の一部改良が行われたが、当初はフロントのみであったインフィニティエンブレムがリアにも装着され、Q50およびQ70の外観に更に近づくようになった。
とはいえ、Fセグメントセダンのフラッグシップモデルであるシーマに関しては日産エンブレムのままであり、グローバルで見たインフィニティブランドとしての高級車でなく、日産という会社においての最上位車である印としている。
その後、スカイラインが2019年7月のビッグマイナーチェンジで「日産・インテリジェントモビリティ」の具現化に伴ってインフィニティエンブレムから日産のCIに変更され、各種広告においても日産のCIが登場した。フーガも2019年12月のマイナーチェンジでインフィニティエンブレムが廃止され日産のCIに変更された。
2019年10月、インパルがインフィニティ各車の日本への並行輸入販売を開始。ベースは北米仕様車で、灯火類などを日本の保安基準に合わせての販売となる。

### 欧州市場での展開
欧州市場向けの生産については2019年時点では主にイギリスのサンダーランド工場で、インフィニティ・Q30（ハッチバック車）、QX30（クロスオーバー車）を生産、欧州市場に供給していたが、欧州市場の販売量は高級車市場の競争激化の中で低迷。2019年、日産は2020年代前半までに欧州（西欧）市場からの撤退を表明している。

### 特徴

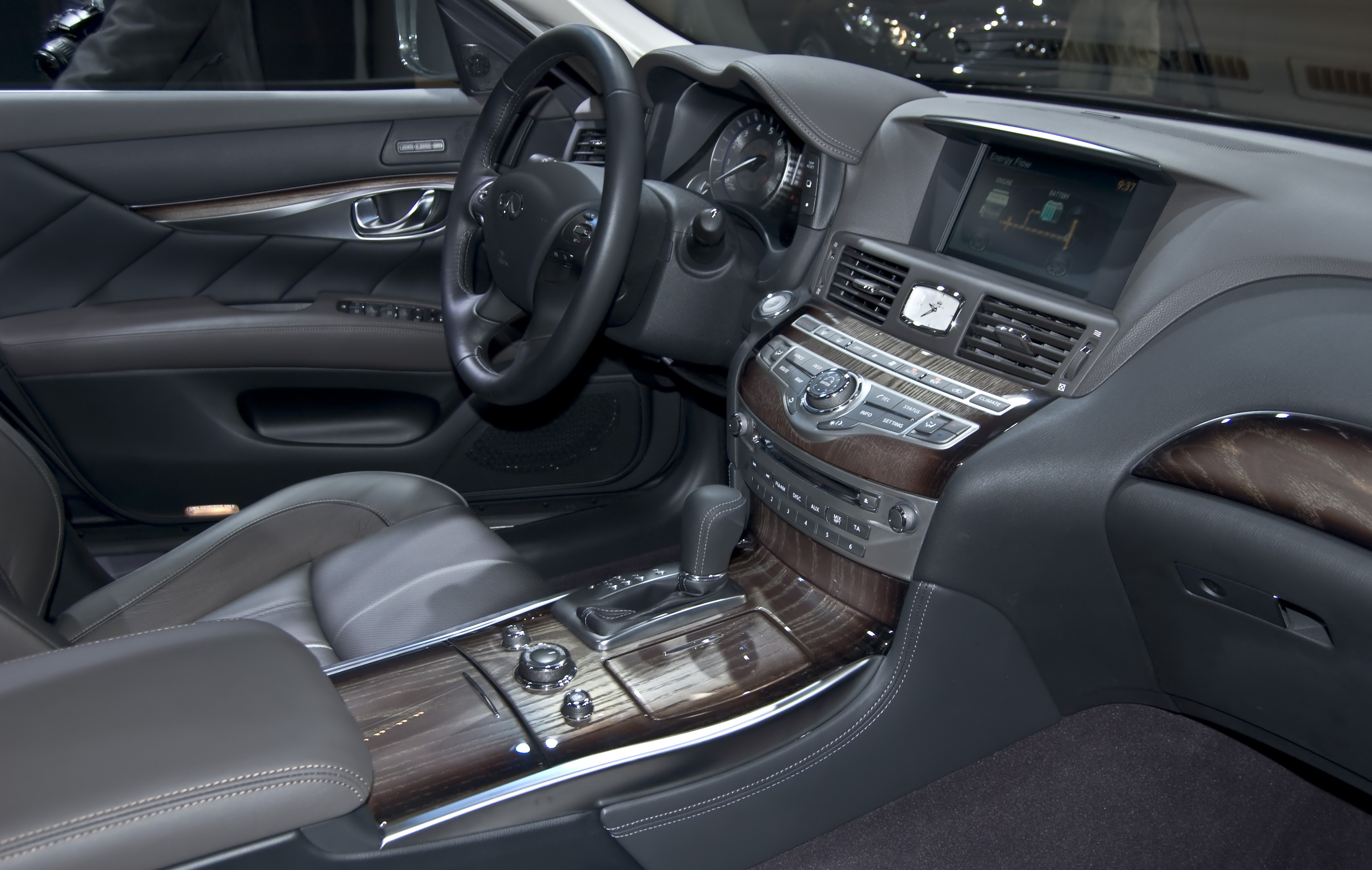
M35 HYBRID（2010年）

高級車ブランドとしてはスポーティさを強調している。2004年のI35の販売終了以降、しばらくは全ての車種の駆動方式がFRないしFRベースのAWDとなっていたが、2012年にDプラットフォームを採用したJXが登場したため、現在はFRの車種を中心としつつもFFの車種が一部混在している。
デザイン上ではオーセンティックな面を強調し、ラグジュアリーでスポーティ、かつクラシカルな要素も持ち合わせたスタイリングが特徴とされる。具体的には、ダブルアーチフロントグリルやダブルウェーブインテリアなどが共通して採用されている。

## 現在販売中の車種
インフィニティの車種はQ50（スカイライン）を除く全車種が日本国外専売車種であり、インパルによる輸入販売を除き日本国内には導入されていない。

## 生産終了車種
- インフィニティ・Q45（日本名: インフィニティQ45 / シーマ&プレジデント）
- インフィニティ・I（日本名: セフィーロ）
- インフィニティ・J（日本名: レパード）
- インフィニティ・M（日本名: グロリア&セドリック / シーマ&フーガ）
- インフィニティ・EX（日本名: スカイラインクロスオーバー）
- インフィニティ・FX
- インフィニティ・JX
- インフィニティ・QX（日本名: テラノレグラス）

### ブランド名・エンブレム
「INFINITI」は、無限を意味する。綴りは、英語の「INFINITY」ではなく、イタリア語の「INFINITI」である。この名称は1987年7月に決定された。
エンブレムは「無限の彼方へと向かう開けた道」と「富士山」を表している。
現在のエンブレムは2023年6月にリフレッシュされたものである。

## モデル名
2012年12月18日付のインフィニティプレスリリースで、2014年モデル以降の全商品ラインアップに適用する新ネーミング戦略の詳細が発表された。プレミアム自動車分野でのプレゼンスをさらに拡大する計画の重要な一歩としている。2014年以降のモデル名は、セダンとクーペおよびコンバーチブルモデルには「Q」、クロスオーバーとSUVモデルには「QX」が頭につけられ、続くグレードを表す二桁の数字とともに各モデルを表すことになった。
新ネーミング戦略によると、「Q」というネーミングは次世代インフィニティモデルのインスピレーションを付与するだけでなく、1989年にリリースした最初のフラッグシップモデルである『Q45』を想い起こし、そのパフォーマンスの歴史を際だたせると説明されている。
なお、従来ネーミングの数字として採用されていたエンジンの排気量や、4WDモデル、スポーツグレード、ハイブリッド、ターボモデルの表記は次の通りになる。
例：Q50の場合
- V6 3.7Lエンジン搭載車の表記→Q50 3.7
- スポーツグレードの表記→Q50S 3.7
- 4WD車の表記→Q50 3.7 AWD
- ハイブリッド車の表記→Q50 HYBRID
- ディーゼル搭載車の表記→Q50 2.2d
- V6 3Lツインターボエンジン搭載車の表記→Q50 3.0t

既存の車種名称は適応後次のように変更され、エンブレムについては、AWDのみトランクリッドに、排気量とHYBRIDの表記は、左右のフロントフェンダーに装着される。
レクサスやメルセデス・ベンツ、BMWとは異なり、ハイブリッド車やターボ車でも実際の排気量が記されている。
「Q」セダンとクーペおよびコンバーチブルモデル
- ラグジュアリーセダン 「M」 (M56/M56x/M37/M37x/M25/M25L/M30d/M30dx/M35h/M35hL) →「Q70」
- スポーツクーペ&コンバーチブル 「Gcoupe/convertible」 (G37coupe/G37convertible) →「Q60」
- ラグジュアリースポーツセダン 「G」 (G37/G37x/G25/G25x) →「Q50」

Q50については、2013年1月に開催される北米国際自動車ショーでワールドプレミアとして発表される新型モデルから適用される。
「QX」クロスオーバーとSUVモデル
- フルサイズラグジュアリーSUV「QX」 (QX56) →「QX80」
- パフォーマンスクロスオーバー「FX」 (FX50/FX37/FX30d) →「QX70」
- 7人乗りラグジュアリークロスオーバー「JX」 (JX35) →「QX60」
- パーソナルラグジュアリークロスオーバー「EX」 (EX37/EX25/EX30d) →「QX50」

### 旧モデル名
車種名の末尾に2桁の数字を付け、Q45→4.5L、QX56→5.6Lの様におおよそのエンジン排気量を表し、現在の車種名の基準とは異なる。規則性や意味が特にあるわけではないが、実質セダン系の場合、Qを頂点にM→J→I→Gとアルファベットの順序が早いほうが下級で、遅い方が上級と分類することができる。同じくSUV系でもQXを頂点にFX→EXという順序で実質的に車格が順序付けられている。Qシリーズに限っては、英語のCue=きっかけという意味があると言われている。
ハイブリッド車は「h」、ロングホイールベースは「L」、ディーゼル車は「d」、4WD車は「x」が末尾に付けられていた。

## コンセプトカー

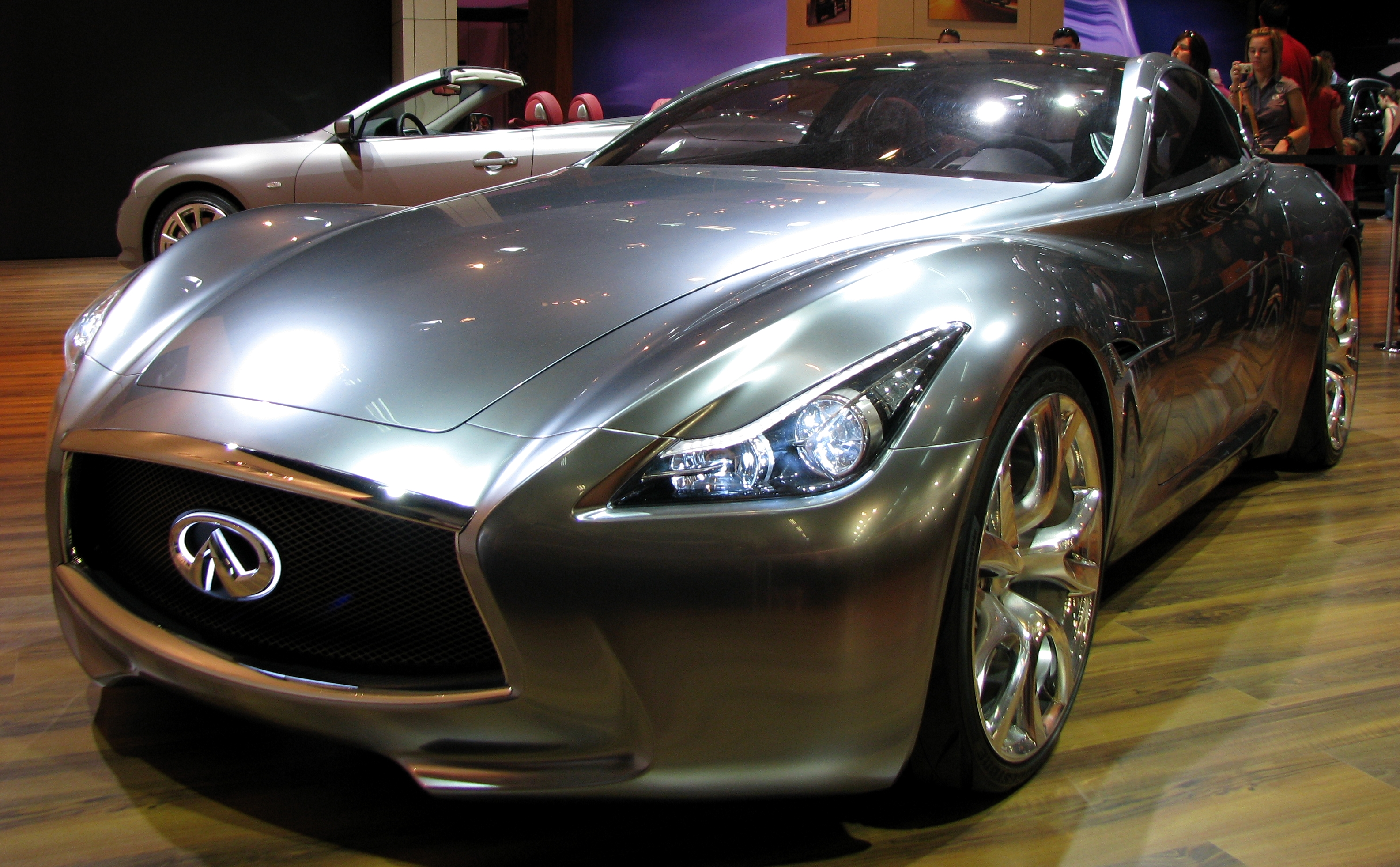
エッセンス（2009年）

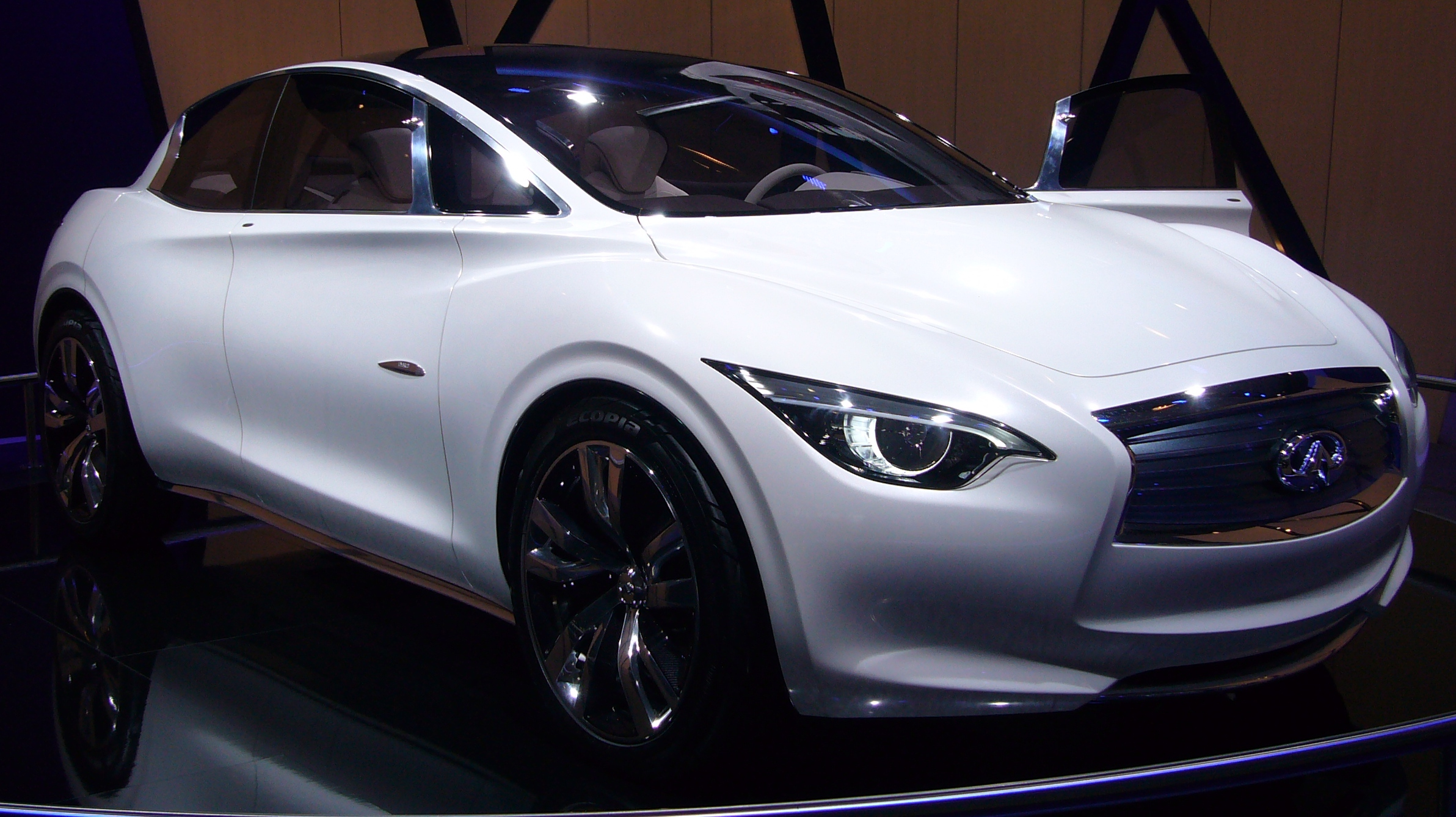
エセレア（2011年）

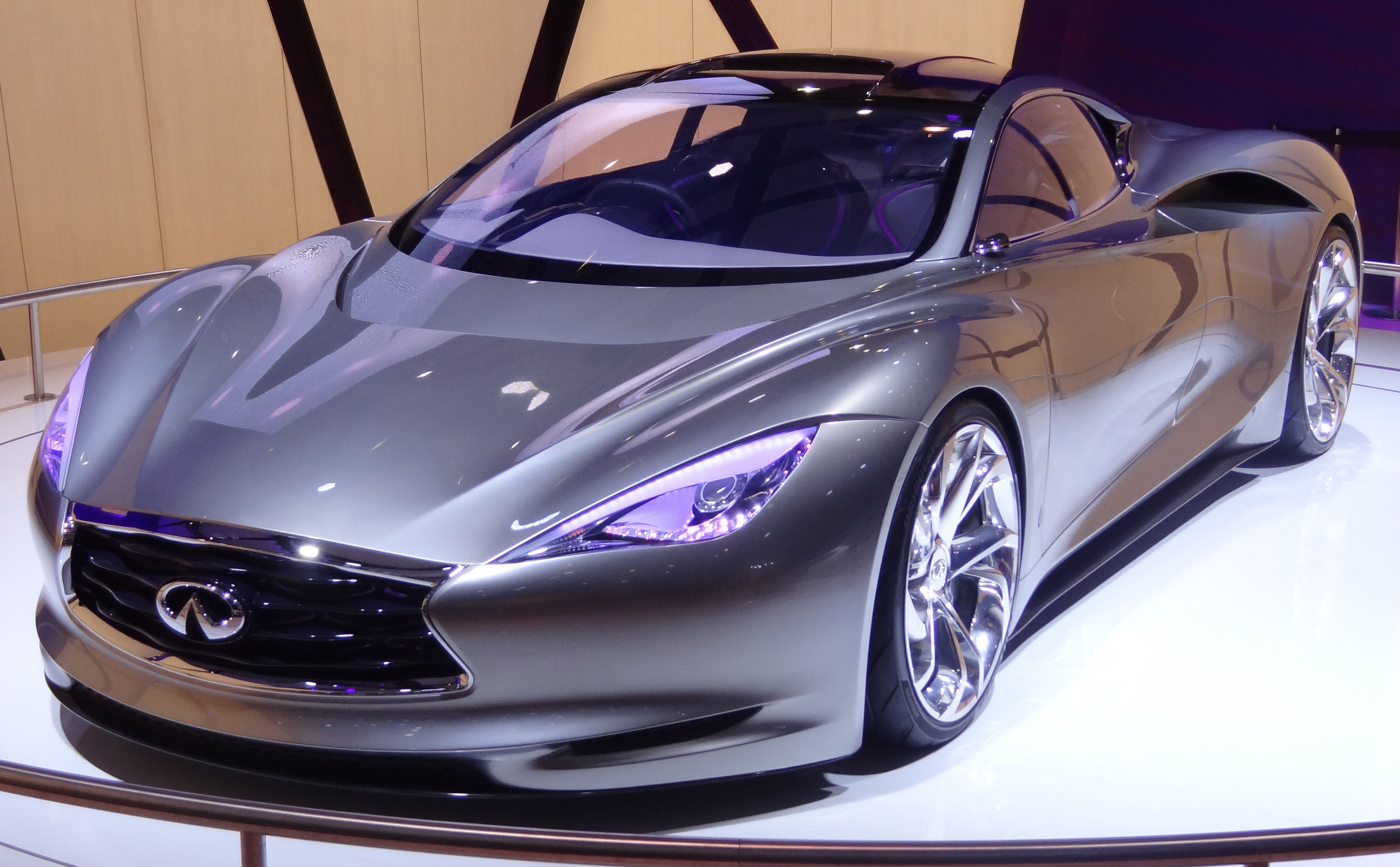
エマージ（2012年）

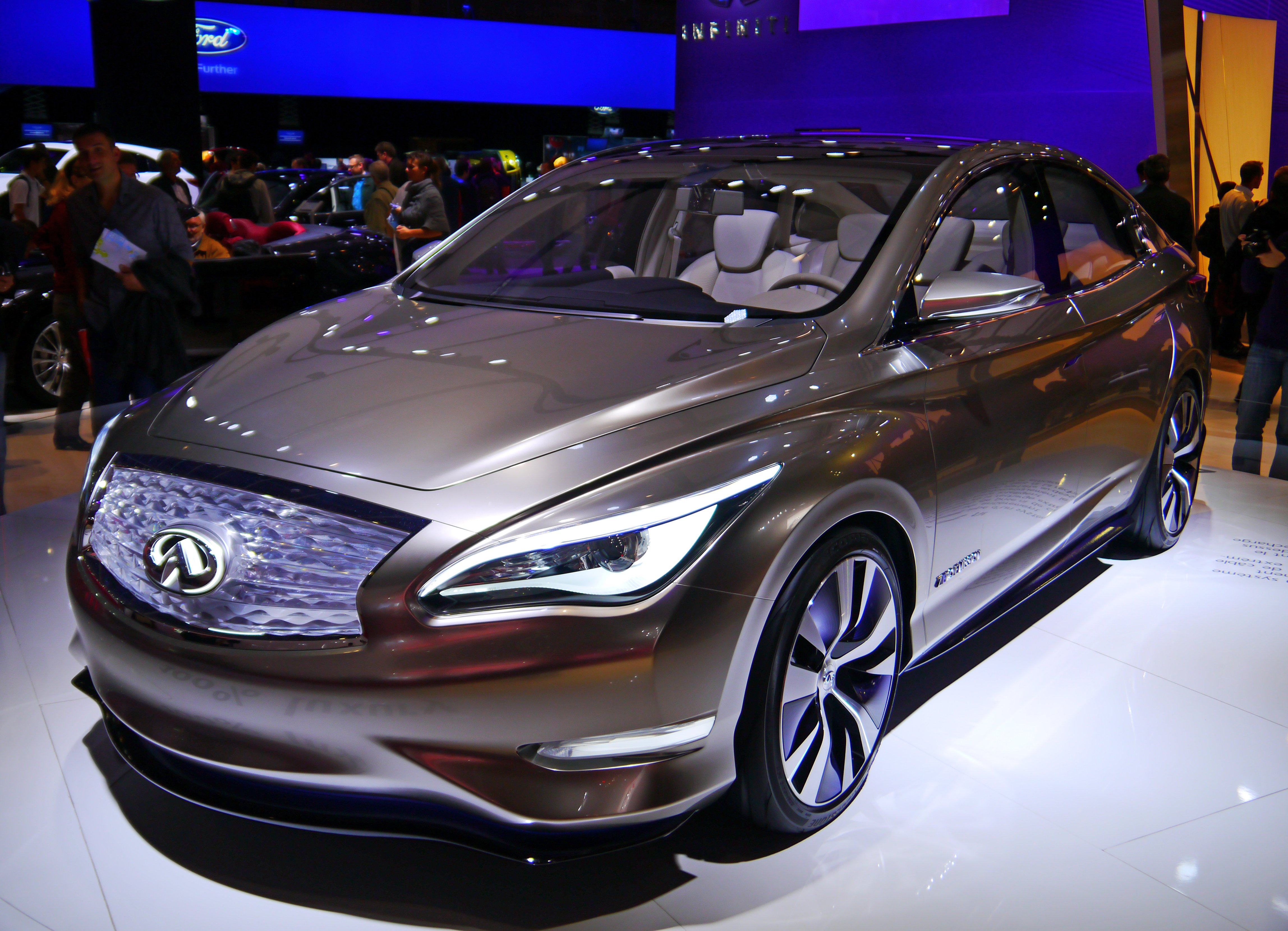
LE（2012年）

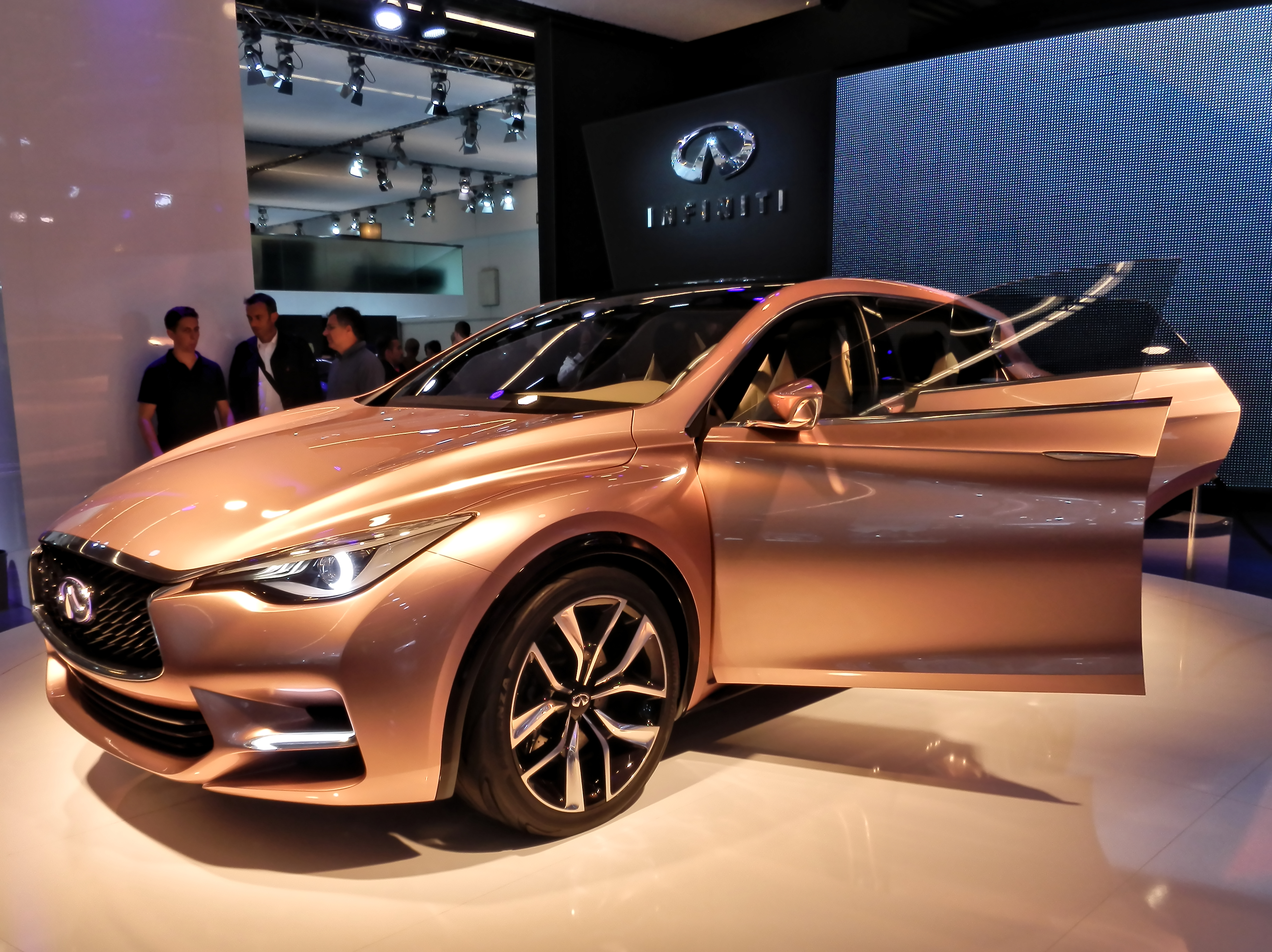
Q30コンセプト（2013年）

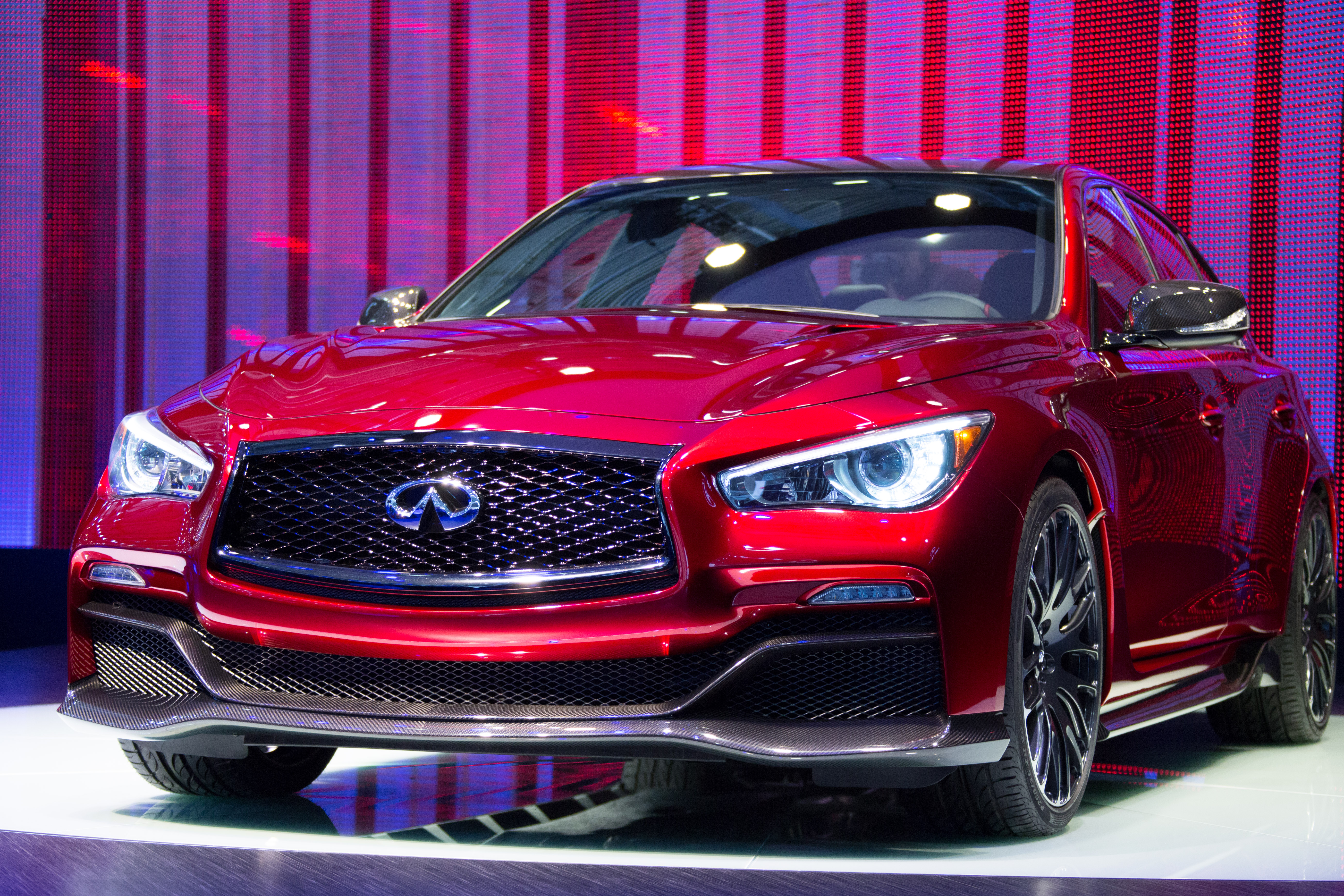
Q50オールージュ（2014年）

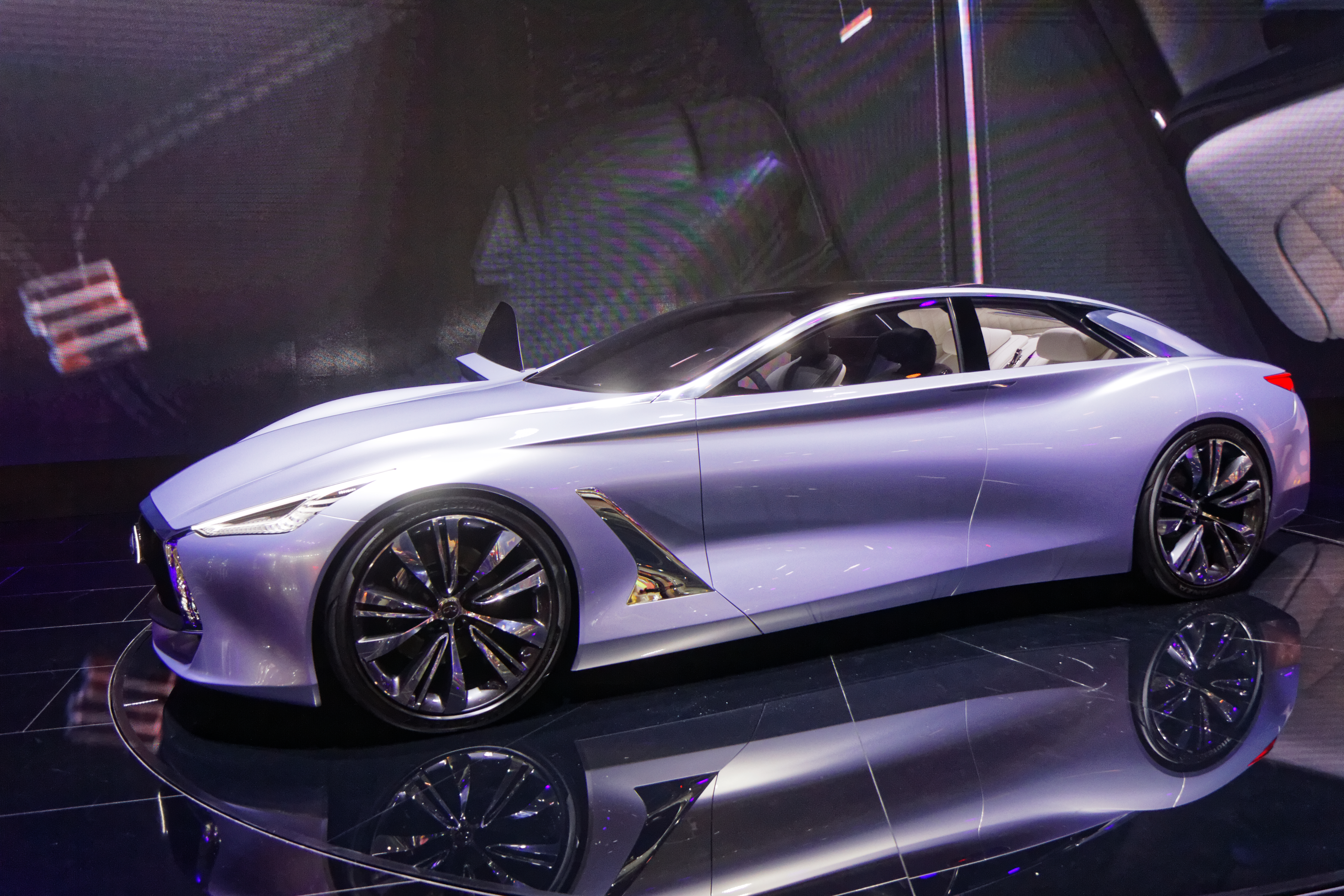
Q80インスピレーション（2014年）

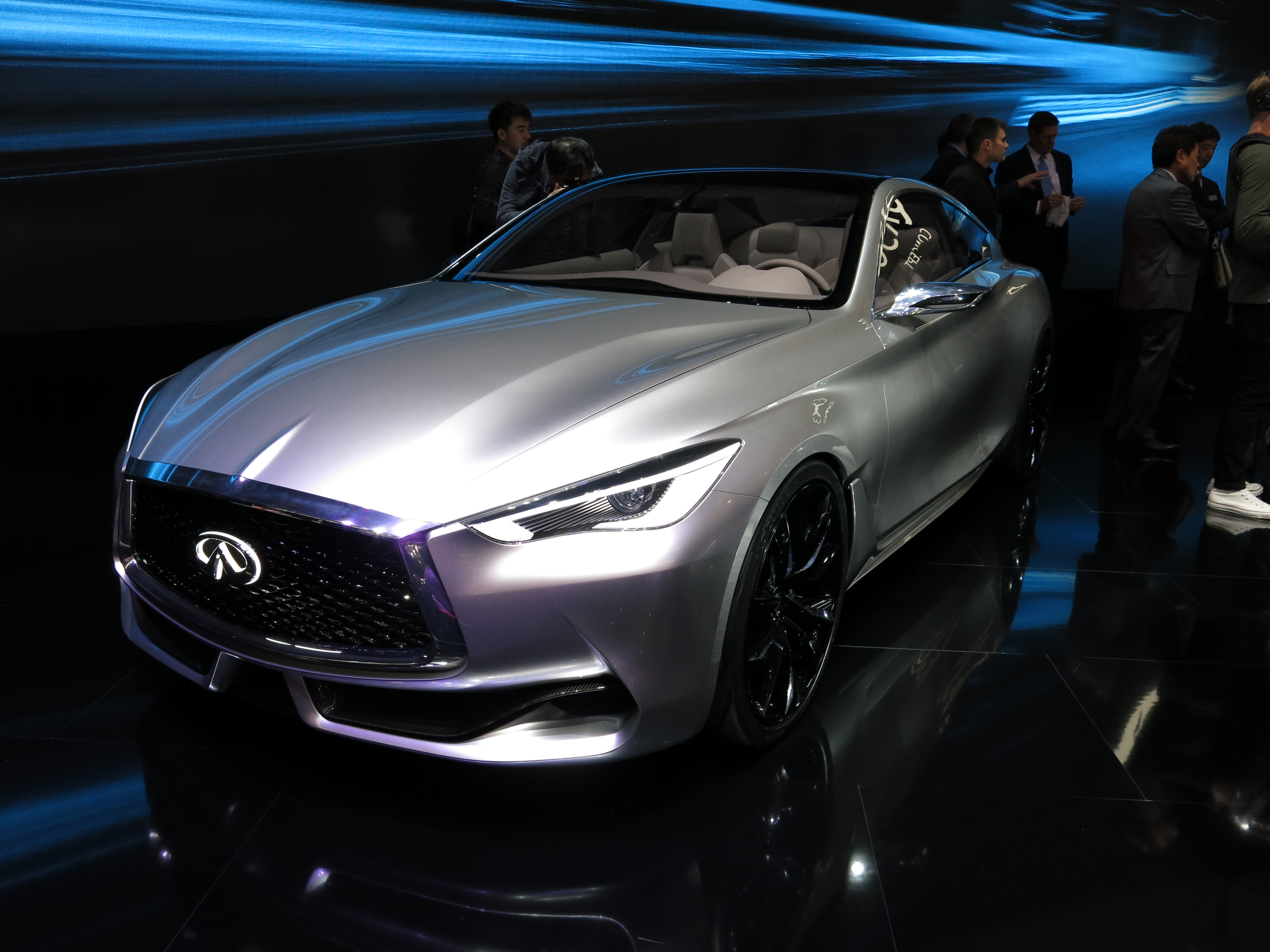
Q60コンセプト（2015年）

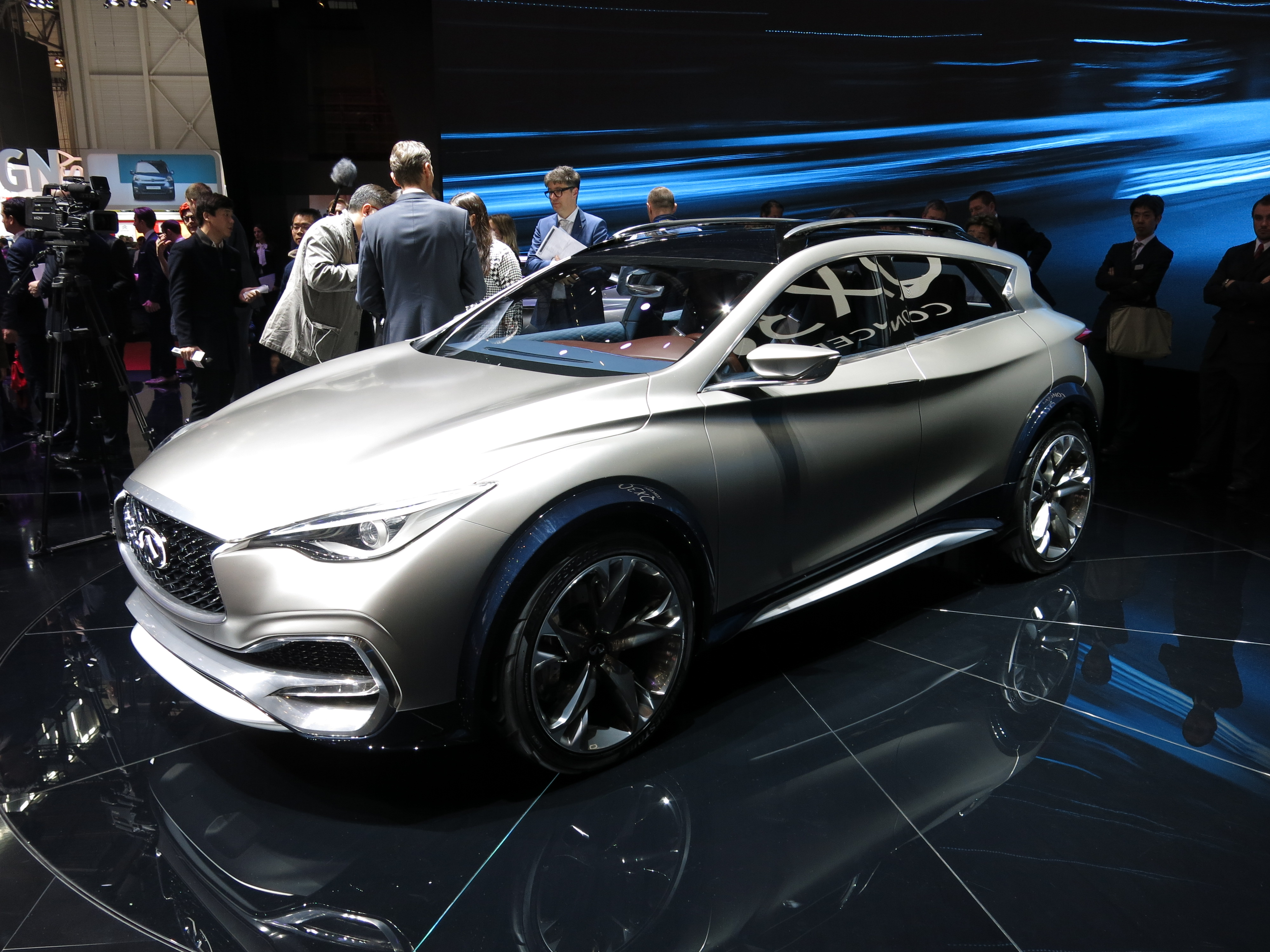
QX30コンセプト（2015年）

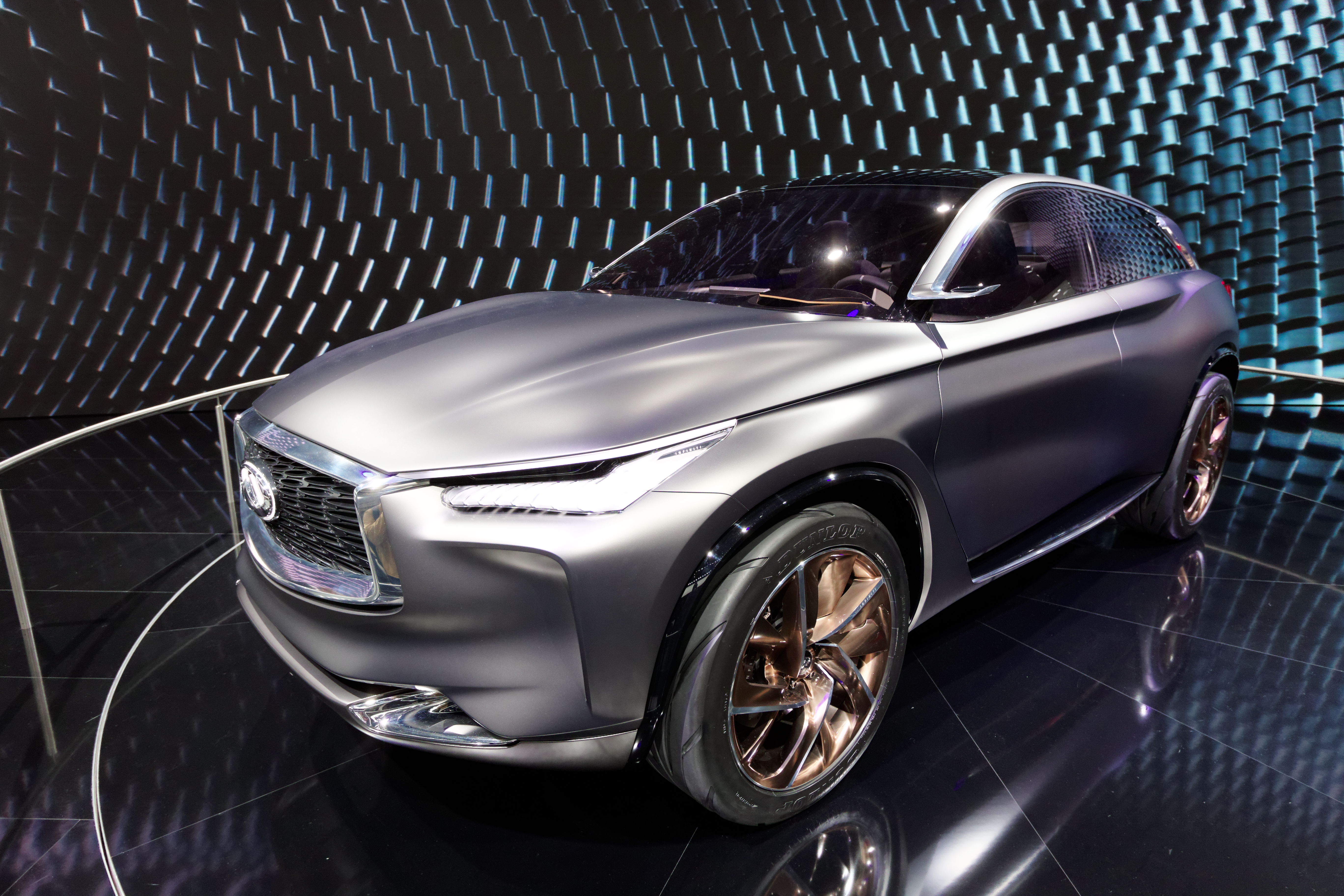
QXスポーツインスピレーション（2016年）

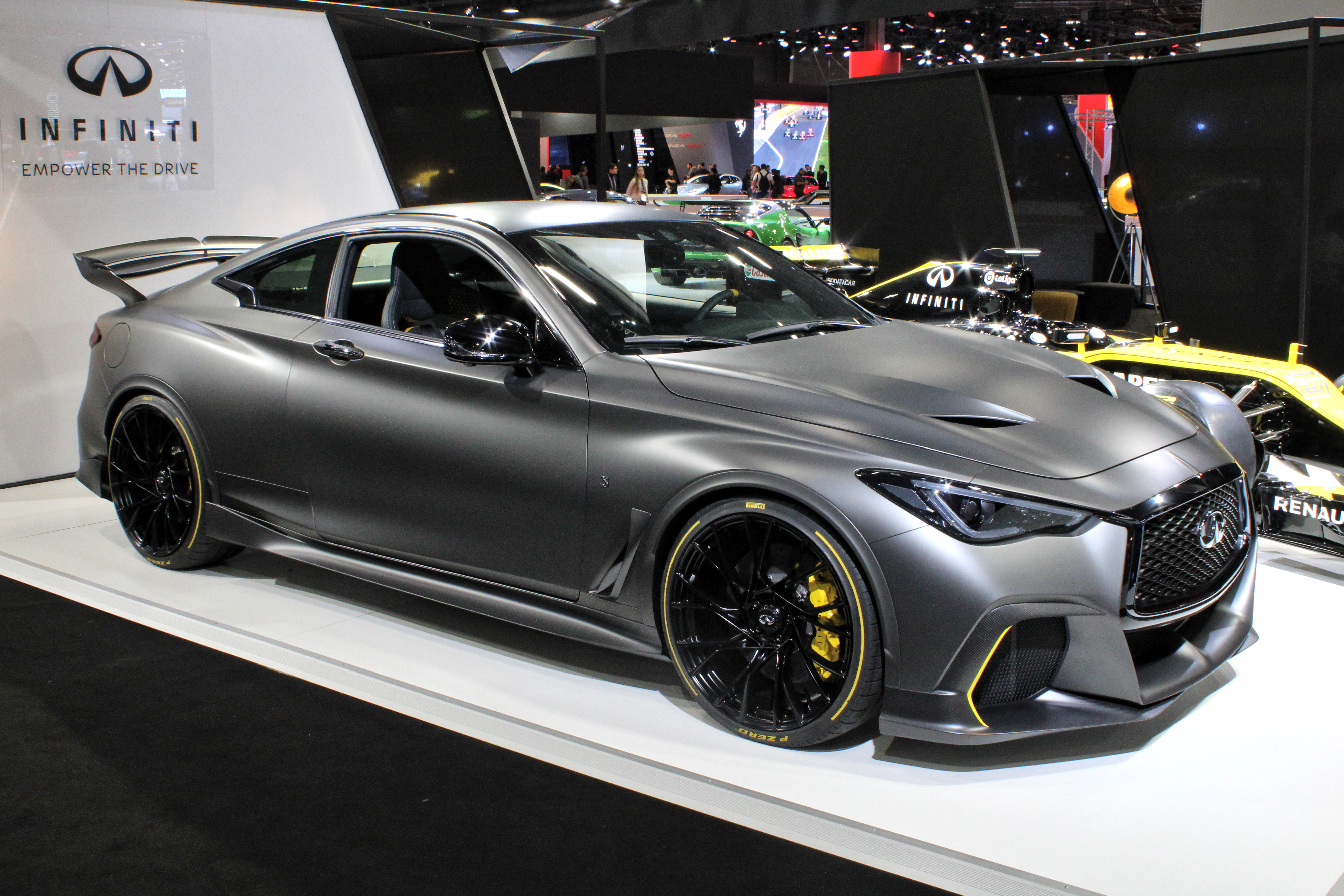
Q60プロジェクトブラックS（2018年）

インフィニティというブランドが発足する前に、Q45の前身となるコンセプトカー「CUE-X」が1985年秋の東京モーターショーで公開された。しかしながら、コンセプトカー「CUE-X」の特徴であったグリルレスのフロントマスクを初代「Q45」に取り入れたところ、高級車として斬新なデザインではあったものの、保守的な層の多いマーケットの中では不評となり、マイナーチェンジではオーソドックスな縦格子デザインのグリルが装着されることとなった。なお同車は日産ブランドの車種として日本市場にも導入された。

### 市販化されたコンセプトカー
FX CONCEPT 
- 2001年1月、北米国際自動車ショーにSUVコンセプト「FX」を出展。後に市販化されるクロスオーバーSUV FXの原型コンセプトカーであるが、全体的に平面的で無骨なデザインであった。
- 2002年1月、北米国際自動車ショーにSUVコンセプト「FX」のセカンドバージョンを出展。後に市販化されるクロスオーバーSUV FXの原型コンセプトカーであるが、こちらは2003年に市販化されるモデルにもっとも近いデザインであり、前作にくらべよりスポーティーかつラグジュアリーになり、造形も抑揚のあるものとなった。

COUPE CONCEPT
- 2006年1月、北米国際自動車ショーに「クーペコンセプト」を出展。2007年秋に市販された新型Gクーペのコンセプトカーである。基本的な造形は量販車に反映されたデザインであるが、フロントマスクやバンパー、ホイールなどのディテールが違うほか、ルーフ全面がガラスルーフになっていた。全体的な仕上がりはまさしくコンセプトカーであった。インテリアもコンセプトカー的な仕上がりで、細かいディテールは量販車とは違うものであった。

EX CONCEPT
- 2007年4月、ニューヨーク国際オートショーに「EXコンセプト」を出展。2007年冬に市販された新型クロスオーバーSUV「EX」のコンセプトカーである。「クーペコンセプト」に比べて、量販車をベースにデコレーションしたような仕上がりであった。そのため、量販車と比べて違和感が少ない。

### 市販化されていないコンセプトカー
トライアント
- 2003年、北米国際自動車ショーにおいて初公開された4人乗りコンパクト3ドアハッチバック。SUV、スポーツクーペとのクロスオーバーコンセプトカーの先駆けである。スタイリングはロングノーズ、ファストバックシルエット。ハイドロシステムにより50 mmの車高調整が可能、ドア開閉と同時に乗降に最適な高さに車高が下がるシステムを搭載。開いた際は2,134mmの高さになる電動ガルウイングドアを搭載し、VQエンジンをベースにしたV6 3.5L DOHC 24バルブエンジンに5速ATが組み合わされている。エンジンはフロントに搭載され、FMプラットフォームが用いられている。駆動方式は四輪駆動で、ATTESA E-TSシステムが採用された。

クラーザ
- 2005年、北米国際自動車ショーにおいて初公開された3列シート6人乗りのSUVで、QX56ベースのミニバン、セダン、SUVを融合させたコンセプトカーである。特徴としては3列目への乗降性を高めるために3列目部分に設置された観音開き式のドアがある。そのためドアは6つあり、また、後方はルーフラインが高くなっており、3列目が高く設置されている。また、16x6インチの掛け軸モニターと呼ばれる縦長のモニターが設置されており、インパネから3列目までセンタコンソールビームが延ばされている。デザインは厚木市の日産デザインセンターで行われた。このクラーザのデザインエッセンスの一部は、2010年にフルモデルチェンジされた2代目QXに活かされている。

エッセンス
- 2009年3月3日、ジュネーヴモーターショーにて世界初公開されたラグジュアリースポーツカーコンセプト。エッセンスは、インフィニティの開業20周年を記念して企画された高級スポーツクーペのコンセプトカーで、同ブランドの精神や今後の方向性を提示するアイコンとしての役割を果たしている[14][15]。

エセレア
- 2011年3月、ジュネーヴモーターショーにて世界初公開されたエントリーラグジュアリーハッチバックコンセプト。これまでの高級車のイメージにとらわれない、特に若い世代のドライバーに向けた、新しいラグジュアリーカーであり、全長4.4mの取り回しの良いサイズのボディに、クーペのようなエレガントなスタイル、セダンのような快適な室内、ハッチバックの持つ合理性など、複数の異なった車型が持つ長所を備えている。また、同コンセプトカーは、日本の伝統的な美意識やクラフトマンシップをモダンに再構成して表現している。躍動的なボディデザインや、特徴的な三日月状のCピラーなどとあわせて、今後のインフィニティデザインの方向性を示唆している[16][17]。

エマージ
- 2012年3月、ジュネーヴモーターショーにて世界初公開されたレンジエクステンダー型3気筒エンジン搭載のEVスポーツ。ロータス・エンジニアリングとの協業により開発されている[18][19]。

LEコンセプト
- 2012年4月、ニューヨーク国際オートショーにてインフィニティブランド初のゼロ・エミッションラグジュアリーセダンの生産モデルに近いコンセプトカーであるインフィニティ「LEコンセプト」を公開。「LEコンセプト」の生産モデルは、今後2年以内に発売される予定とされた[20][21]。

Q30コンセプト
- 2013年9月、フランクフルトモーターショーにて世界初公開されたコンパクトカー。エセレアの発展モデルである[22][23][24]。

Q50オールージュ
- 2014年1月、北米国際自動車ショーにて世界初公開された中型スポーツセダン[25][26]。R35型GT-RのVR38DETTエンジンが移植されており、市販の計画が進められたが中止となった。

Q80インスピレーション
- 2014年10月、パリモーターショーにて世界初公開された大型ラグジュアリーカー[27]。

コンセプトビジョングランツーリスモ
- 世界各地のインフィニティ・デザインスタジオによるコンペティションが行われ、北京のデザインチームが提案したテーマが採用案となった[28]。
- 2014年12月17日にPlayStation 3向けゲームタイトル『グランツーリスモ6』にてダウンロード開始[29][30]。
- 2015年4月、上海モーターショーにて実走行可能なフルサイズモデルが世界初公開された[31]。
- 2015年5月19日、イギリスで開催された『グランツーリスモSPORT』の発表イベントで欧州初公開された[32]。

Q60コンセプト
- 2015年1月、北米国際自動車ショーにて世界初公開された中型クーペ[33][34]。

QX30コンセプト
- 2015年3月、ジュネーヴモーターショーにて世界初公開された小型クロスオーバーSUV[35][36]。

QXスポーツインスピレーション
- 2016年4月、北京モーターショーにて世界初公開された中型クロスオーバーSUV[37][38][39]。
- 2016年10月、パリモーターショーにて進化版となるQXスポーツインスピレーション2016が公開された[40]。

QX50コンセプト
- 2017年1月、北米国際自動車ショーにて世界初公開された中型クロスオーバーSUV[41][42][43]。

Q60プロジェクトブラックS
- 2017年3月、ジュネーヴモーターショーにて世界初公開されたスポーツクーペ。ルノーF1チームとの協業で開発が進められ、F1マシン譲りのエネルギー回生システム (ERS) が導入された[44]。

QX80モノグラフ
- 2017年4月、ニューヨーク国際オートショーにて世界初公開された大型SUV[45][46]。

プロトタイプ9
- 2017年8月、にて世界初公開されたシングルシーターの小型オープンスポーツカー[47][48]。最先端技術と伝統的技術の融合をテーマとし、発表当時は開発中の2代目リーフのEVパワートレーンに、1940年代のレーシングカーをモチーフとする手作業によるボディが組み合わされた。

Qインスピレーションコンセプト
- 2018年1月、北米国際自動車ショーにて世界初公開された中型セダン[49][50][51]。インフィニティの新しいデザイン言語を示唆するとともに、このモデルのプラットフォームをベースとする、インフィニティブランドでは初となるEVを近い将来に量産する計画が公表された。

QXインスピレーション
- 2019年北米自動車ショーにてミドルサイズSUVコンセプトカーだ。インフィニティ初めての100%電気自動車の発表を先駆けたコンセプトモデルである。SUVプロポーションと四輪駆動の電動パワートレインを組み合わせた、電動化時代の新しいインフィニティ・デザイン・ランゲージ、電動パワートレインの可能性とその特徴が際立つデザイン、ジャパニーズDNAを感じさせる、丁寧な手作業で仕上げられた芸術性あふれるインテリアが特徴である。この車はインフィニティの今後のさまざまな高性能電動化車両の発表計画を示唆するものである。

プロトタイプ10
- 2018年でペブルビーチ・コンクール・デレガンスにて初披露された。

QSインスピレーション
- 2019年、EVジェネレーションのために開発されたスポーツセダン。電動化に取り組むインフィニティの生産モデルをプレビューするデザインとなっており車体構造は高性能の電動パワートレインを搭載できるよう開発された。

QX60モノグラフ
- 2020年9月25日に発表されたSUV。

## モータースポーツ

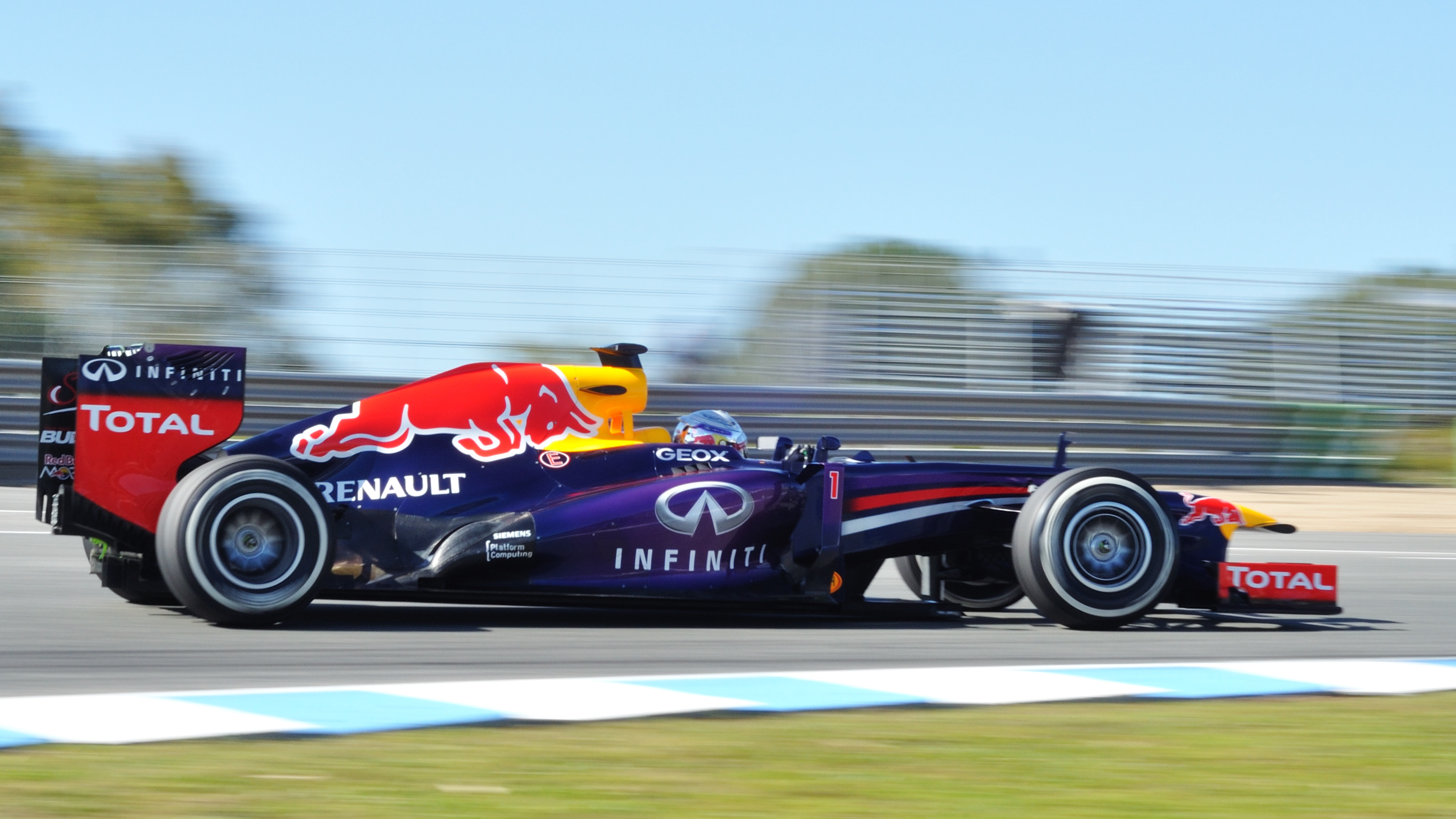
レッドブル時代（2013年）

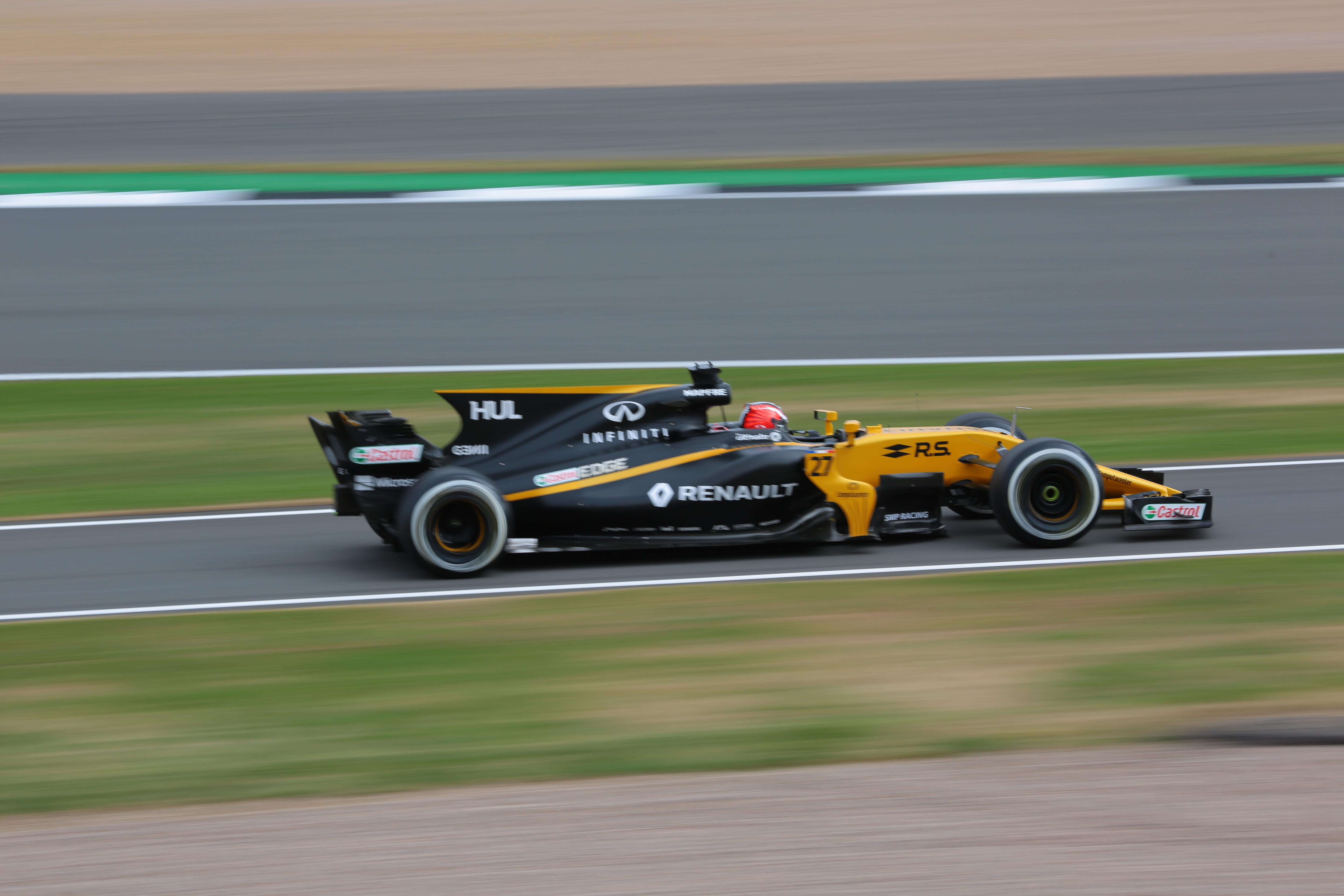
ルノーF1時代（2017年）

- 1997年より2002年まで北米インディ・レーシング・リーグ (IRL) にV8エンジン供給。
- 2002年よりインディ・カーへのステップアップカテゴリーとしてインフィニティ・プロ シリーズ（現インディライツ）を発足し、2007年までタイトルスポンサーを務めた。
- 2011年からF1のレッドブル・レーシングのスポンサーならびに技術提供を務めている（2011年6月5日、東日本大震災復興の一環として横浜市元町にある横浜中華街を出走車両がデモ走行している）。
- 2013年から2015年までF1のレッドブル・レーシングのタイトルスポンサーを務め、インフィニティ・レッドブル・レーシングというチーム名で参戦していた。
- 2015年からはイギリスツーリングカー選手権へインフィニティQ50で参戦している。
- 2016年からルノーF1のスポンサーを務めている。